# 896 до н. е.

## Події
Ітобаал І, цар Тіру (896 — 863 до н. е.), заснував нову династію. Поширив свою владу на значну частину Фінікії аж до Бейруту, включаючи Сідон, та на частину Кіпру. Підтримував тісні стосунки з царем Ізраїлю Ахавом, видавши за нього свою дочку.
Ийян, легендарний правитель корейської держави Кочосон (до 843 р. до. н.е.).